# Grindel
Pour les articles homonymes, voir Grindel (homonymie).
Grindel (en français Grandelle, mais ce nom n'a plus cours) est une commune suisse du canton de Soleure, située dans le district de Thierstein.